# داريل تومسون
داريل تومسون (بالإنجليزية: Darrell Thompson)‏ هو لاعب كرة قدم أمريكية أمريكي، ولد في 23 نوفمبر 1967 في سانت لويس في الولايات المتحدة.

## وصلات خارجية
- داريل تومسون على موقع مرجع كرة القدم المحترفة.كوم (الإنجليزية)